# Nastro trasportatore

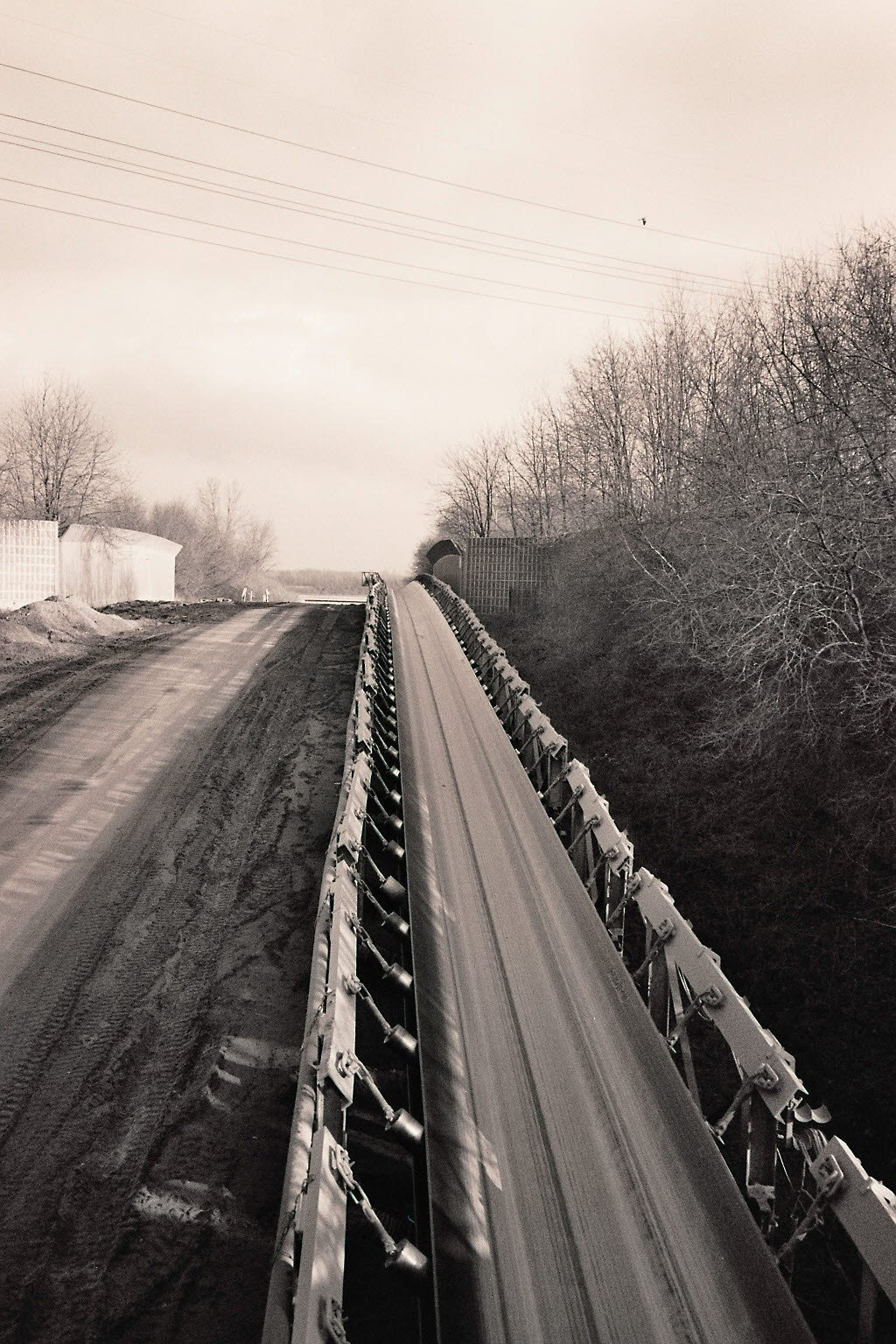
Nastro trasportatore in una vecchia miniera di lignite

Il nastro trasportatore è un dispositivo adibito al trasporto di oggetti o materiali disponibili in massa (laterizi, sabbia, prodotti alimentari, prodotti industriali, pacchi, esseri viventi) e destinati all'elaborazione in scala industriale, come la produzione in una catena di montaggio. 
Rispetto ad altre forme di trasporto, i nastri trasportatori possiedono il vantaggio di un basso consumo di energia, basso costo di sorveglianza e possibilità di grandi portate.

## Concetto di base

Tavolette di legno per nastro trasportatore

Generalmente, gli elementi principali che costituiscono un trasportatore a nastro sono:
- nastro in materiale di varie tipologie
- rulli superiori ed inferiori di sostegno del nastro
- puleggia motrice
- puleggia di rinvio
- telaio
- tramoggia di carico
- gruppo tenditore del nastro
- motore elettrico e gruppo riduttore
- eventuali componenti ausiliari (dispositivi di scarico, dispositivi di pulizia del nastro, dispositivi di frenatura, bordi e sponde laterali, ecc.).

Il nastro o tappeto, solitamente in gomma, (o anche plastica ed acciaio) forma una banda chiusa ad anello e quindi senza fine, trainata da rulli o pignoni. Il concetto di base ricorda quindi quello della catena di una bicicletta.
La superficie esterna del nastro è quella su cui viene posato il carico, mentre quella interna si trova di solito a contatto con un cilindro, il cosiddetto tamburo motore. Si tratta di un corpo che ne garantisce il movimento e che normalmente è collocato anteriormente (dunque dalla parte dove il materiale sarà scaricato).
Dall'altra parte del tappeto, quella posteriore, si trova un secondo cilindro detto di rinvio, al quale viene trasmesso il movimento generato dal tamburo motore. È comunque anche possibile che il cilindro motore venga posizionato posteriormente.
Affinché il peso del carico e gli inevitabili elementi di disturbo non compromettano la giusta tensione del nastro, il dispositivo è dotato, nel corso della sua lunghezza, di altri tamburi detti rulli portanti e rulli di sostegno; alternativamente, anche delle lamiere metalliche possono servire allo scopo di stabilizzarne la posizione ed il movimento. Durante il tragitto tra il luogo di carico e quello di scarico, il movimento del materiale da trasportare è regolato, esternamente, da sponde laterali che ne impediscono la fuoriuscita, anche se delle uscite laterali provviste di appositi deviatori possono permettere di interrompere il tragitto di alcune delle parti da trasportare.
Nella produzione o nei trasporti di materiale il nastro può assumere delle configurazioni diverse a seconda del materiale trasporto (configurazione a conca o a nastro piano). Se il materiale da trasportare è alla rinfusa viene scelta come configurazione quella a conca.

## Trasmissione del movimento

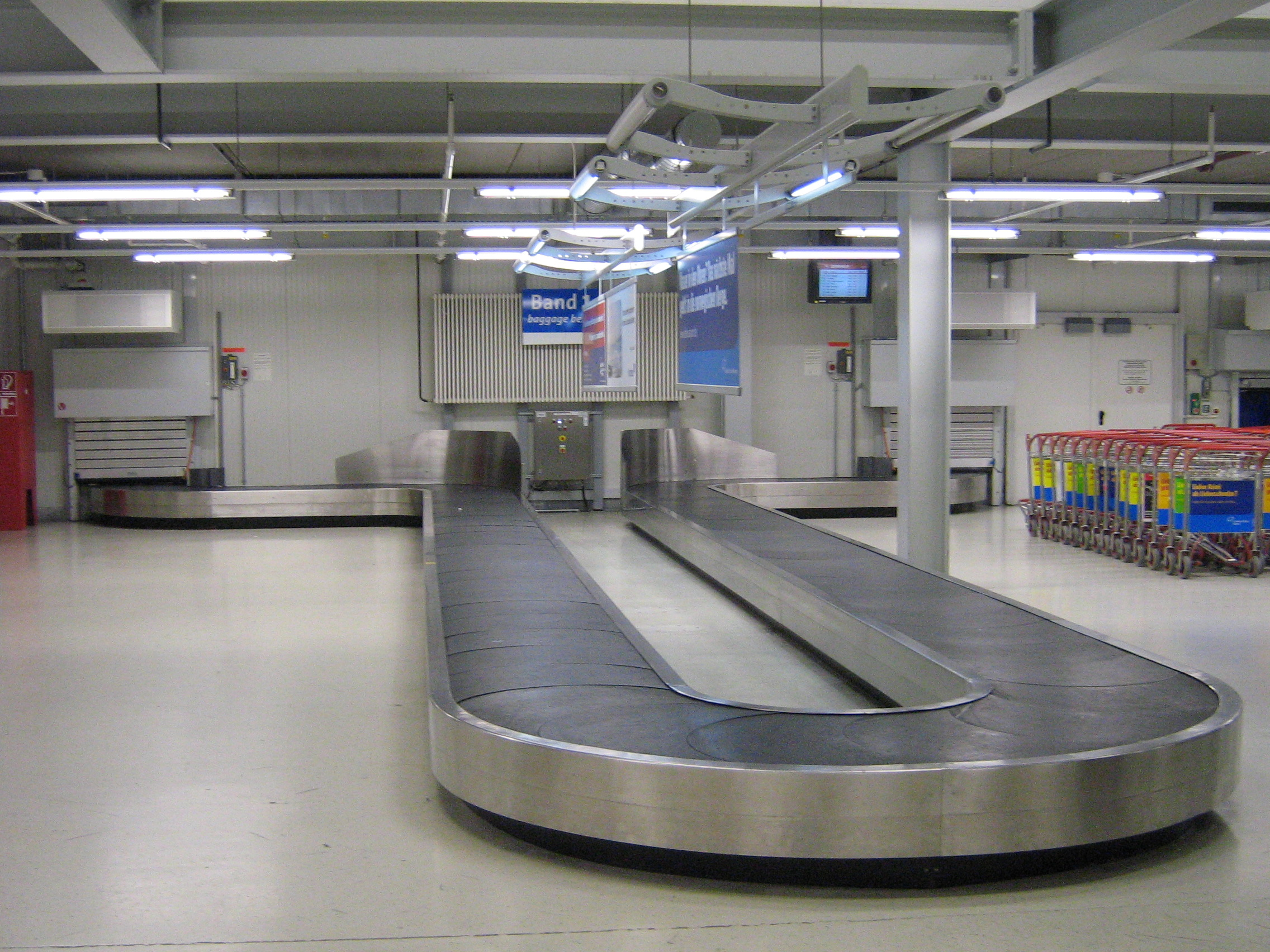
Nastro trasportatore, aeroporto di Francoforte-Hahn

Il movimento del motore viene trasmesso al cilindro e così al nastro tramite una catena di trasmissione, oppure attraverso una cinghia o ancora con un sistema ad ingranaggi. Il cilindro si muoverà esercitando una trazione sul nastro. La velocità del nastro sarà controllata da un riduttore elettrico o idrodinamico.
Il nastro non ha solo la funzione di trasportare il carico, ma anche quella di trasmettere il movimento ad altre componenti che si trovano sparse lungo il cammino. Naturalmente possono essere sistemati in serie tappeti diversi per formare delle installazioni lunghissime. Il trasporto potrà in genere poter seguire delle curve o adottare qualsiasi direzione (orizzontale, obliqua o verticale). Normalmente, si avrà la possibilità di invertire il senso di rotazione e quindi della marcia del carico.

## Storia

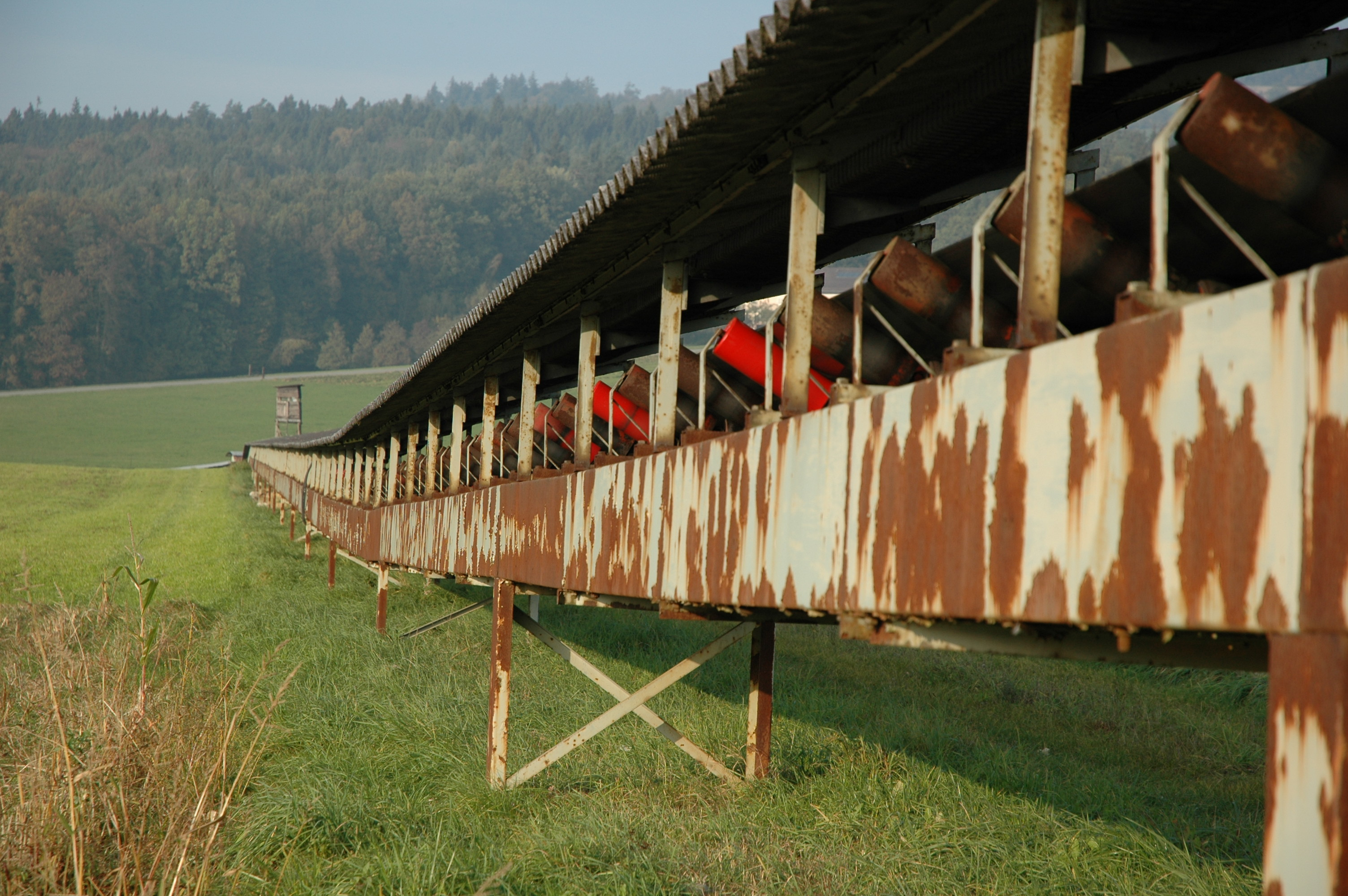
Vecchio modello fuori uso, atto al trasporto di argilla

Primitivi nastri trasportatori vennero usati già a partire dal XIX secolo. Nel 1901, la ditta svedese Sandvik ne perfezionò la tecnica arricchendo i modelli di nuovi componenti in acciaio. Nel 1913, il produttore di automobili Henry Ford introdusse il sistema in larga scala alla Ford, mentre una delle ditte italiane che si interessò presto alle tecniche del nastro trasportatore fu la FIAT. Nel clima di confronto sociale che si acutizzava a causa delle diverse misure atte ad aumentare la produttività economica, nacque il termine di fordismo. Questa parola era originariamente intesa come critica alle varie misure di razionalizzazione con le conseguenti ricadute sulla dimensione sociale del lavoro.
Moderni dispositivi imparentati al nastro trasportatore sono la scala mobile ed il marciapiede mobile. Oggi l'impianto di maggior lunghezza (circa 100 km) parte dai giacimenti di fosfati presso Bou Craa, situata nel Sahara occidentale, paese la cui economia dipende in forte misura da questo tipo di risorsa mineraria. Il nastro trasporta il carico in direzione della città di El Ayun.

## Altri sistemi di movimentazione merci
Oltre al nastro trasportatore, vi sono numerosi altri sistemi atti alla movimentazione delle merci, tali sistemi, a volte anche molto differenti tra loro, vengono scelti in base alle caratteristiche del prodotto da trasportare (esempio prodotto sfuso o confezionato), alla posizione del sistema di trasporto (esempio trasporto all'interno o all'esterno di una struttura), alla temperatura di esercizio e ad altri criteri simili.
Tra i sistemi alternativi ci sono:
- Trasportatori a catene realizzati con una, due o più catene affiancate;
- Trasportatori a rulli o rulliere realizzati con più rulli motorizzati o folli posti l'uno accanto all'altro;
- Elevatori a tazze utilizzati per il sollevamento in verticale delle merci sfuse.

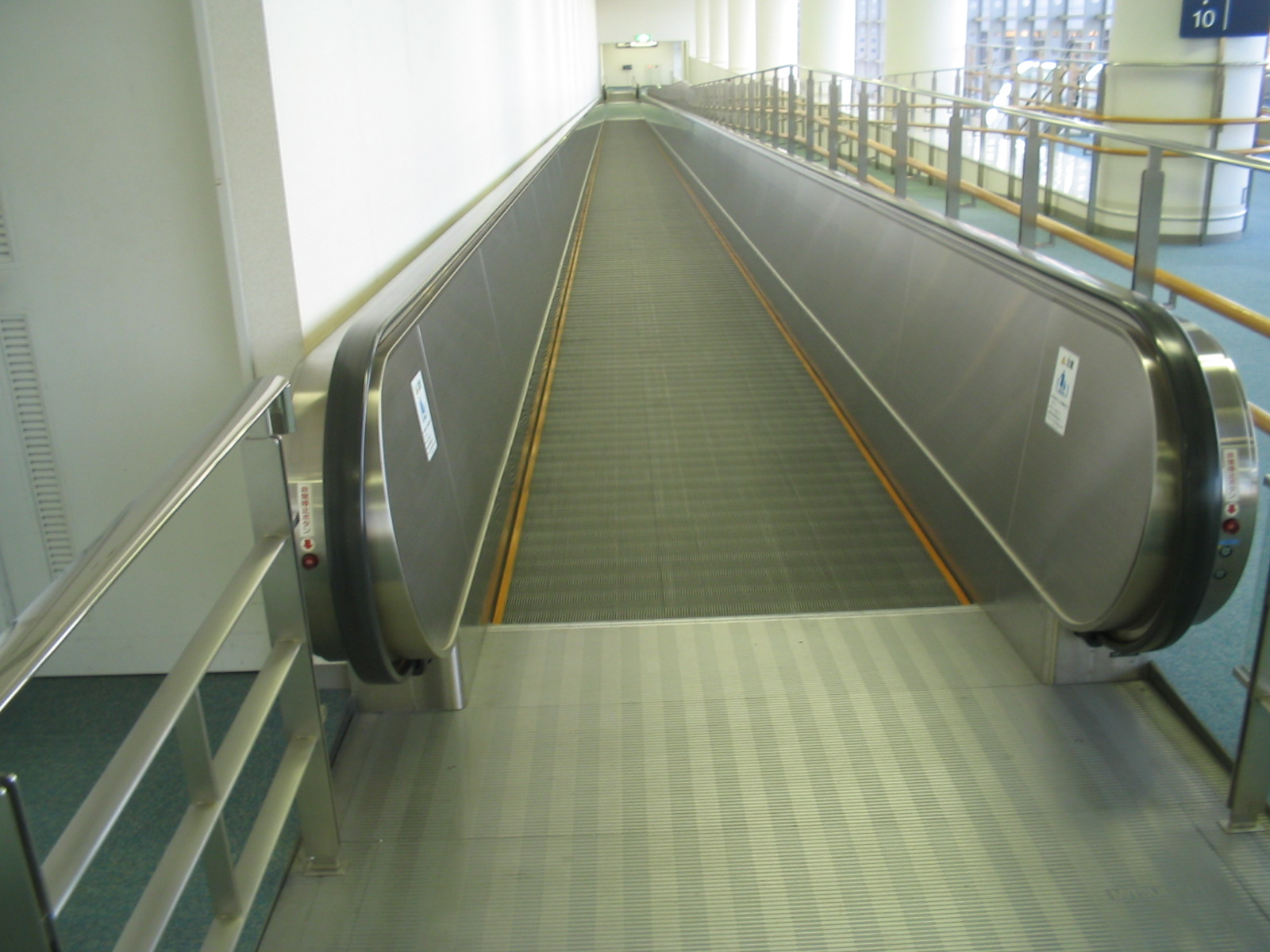
Hong Kong, aeroporto, marciapiede mobile

## Normativa
Nella Comunità Europea i nastri trasportatori, quando sono utilizzati all'aperto, sono soggetti a restrizioni sulle emissioni di rumore attraverso la Direttiva 2000/14/CE del Parlamento europeo e del Consiglio dell'8 maggio 2000 sul ravvicinamento delle legislazioni degli Stati membri concernenti l'emissione acustica ambientale delle macchine ed attrezzature destinate a funzionare all'aperto.